# ジョセフ・クローホール
ジョセフ・クローホール（Joseph Crawhall、1861年8月20日 - 1913年5月24日）は、イギリスの画家である。フランスで起こった美術の近代化の流れを受けて、グラスゴーに集まった「グラスゴー･ボーイズ」と呼ばれる若い画家の一人である。動物画を多く描いた。

## 略歴
イングランド北部、ノーサンバーランドのモーペス（Morpeth）に生まれた。同名の祖父はロープ製造会社を経営し、父親のジョセフも祖父の仕事を継ぐ一方、アマチュア水彩画家で著述家としても活動した。画家のクローホールはジョセフ・クローホール3世（Joseph Crawhall III）とも呼ばれる。キングス・カレッジ・ロンドンで学んだ後、パリに留学し、アカデミック美術の画家、エメ・モロー（Aimé Morot）に学んだ
。
1880年代と1890年代は「グラスゴー・ボーイズ」の中で活動した。クローホールは印象派に強く影響された。印象派の画家たちが既成の美術界に受け入れられなかったようにクローホールの作品も、王立スコットランド美術院には受け入れられなかった。
1880年代にモロッコ、スペインを旅した時から、明るい色彩の水彩画を好むようになった。ロンドンで没した。気にいらない作品を廃棄することで知られており、残された作品は少ない。
クローホールの作品はグラスゴーのケルビングローブ・アートギャラリー美術館（Kelvingrove Art Gallery and Museum)やバーレル・コレクション（Burrell Collection）で見ることができる。

## 作品

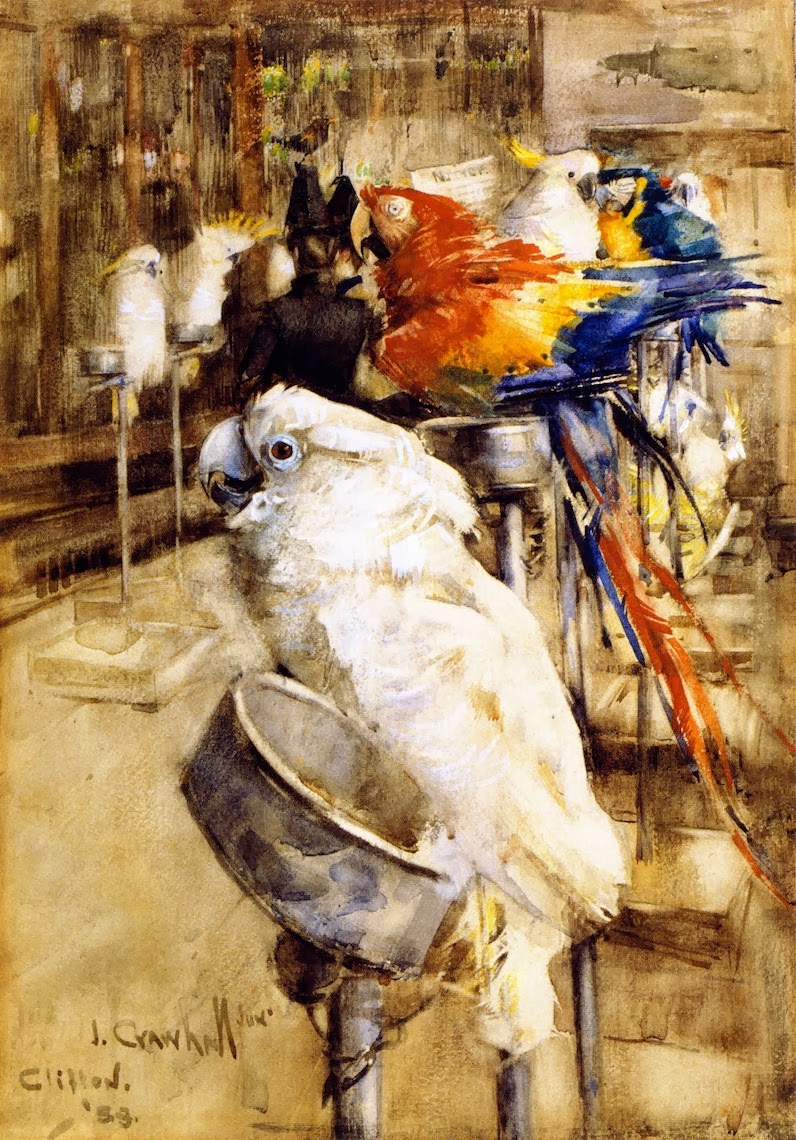
The Aviary (1888)
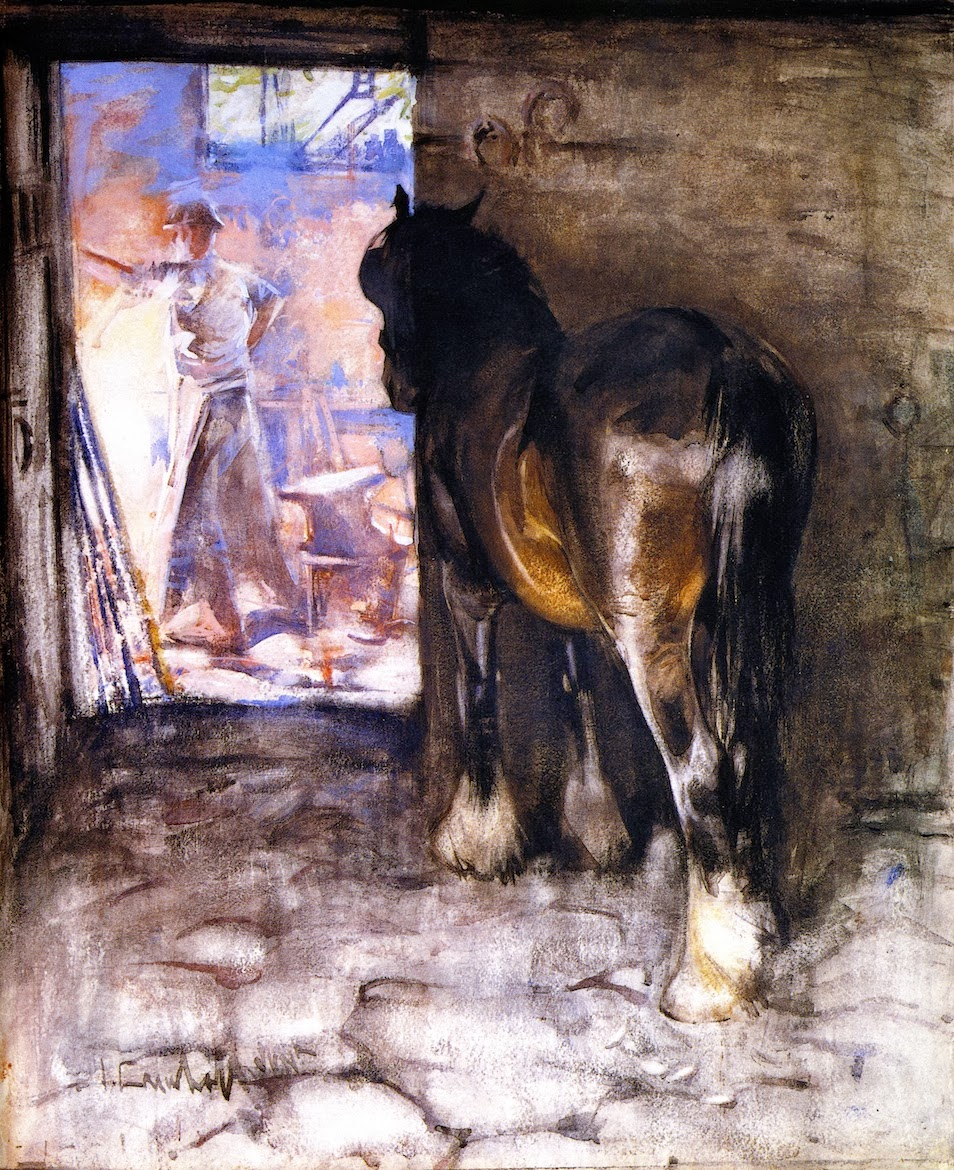
「鍛冶屋の馬」1885以前
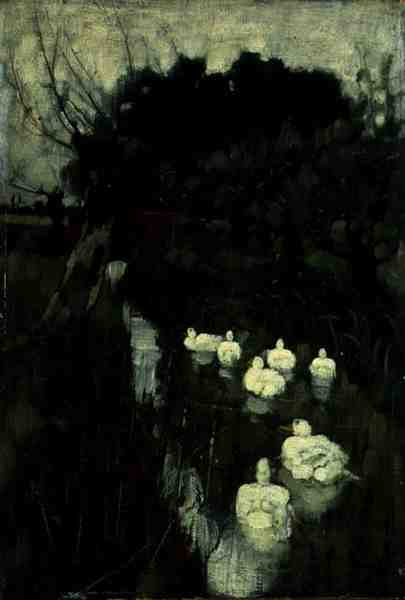
コンウォールの小川(1882)
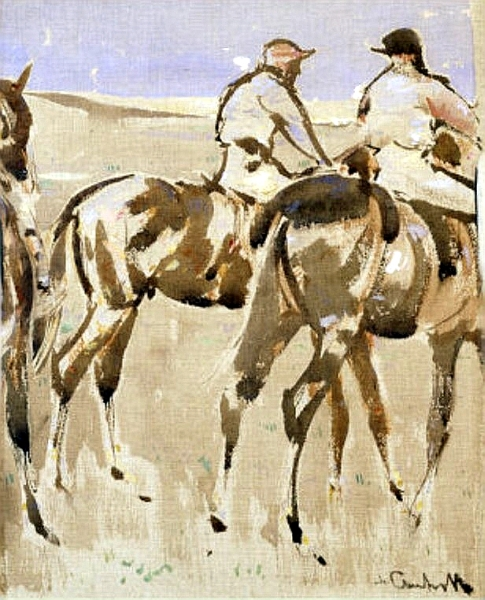
「競走馬」

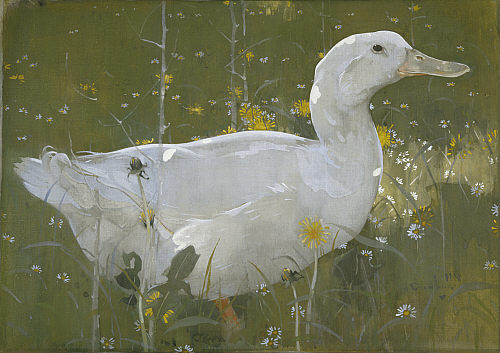
「白いカモ」(1895)
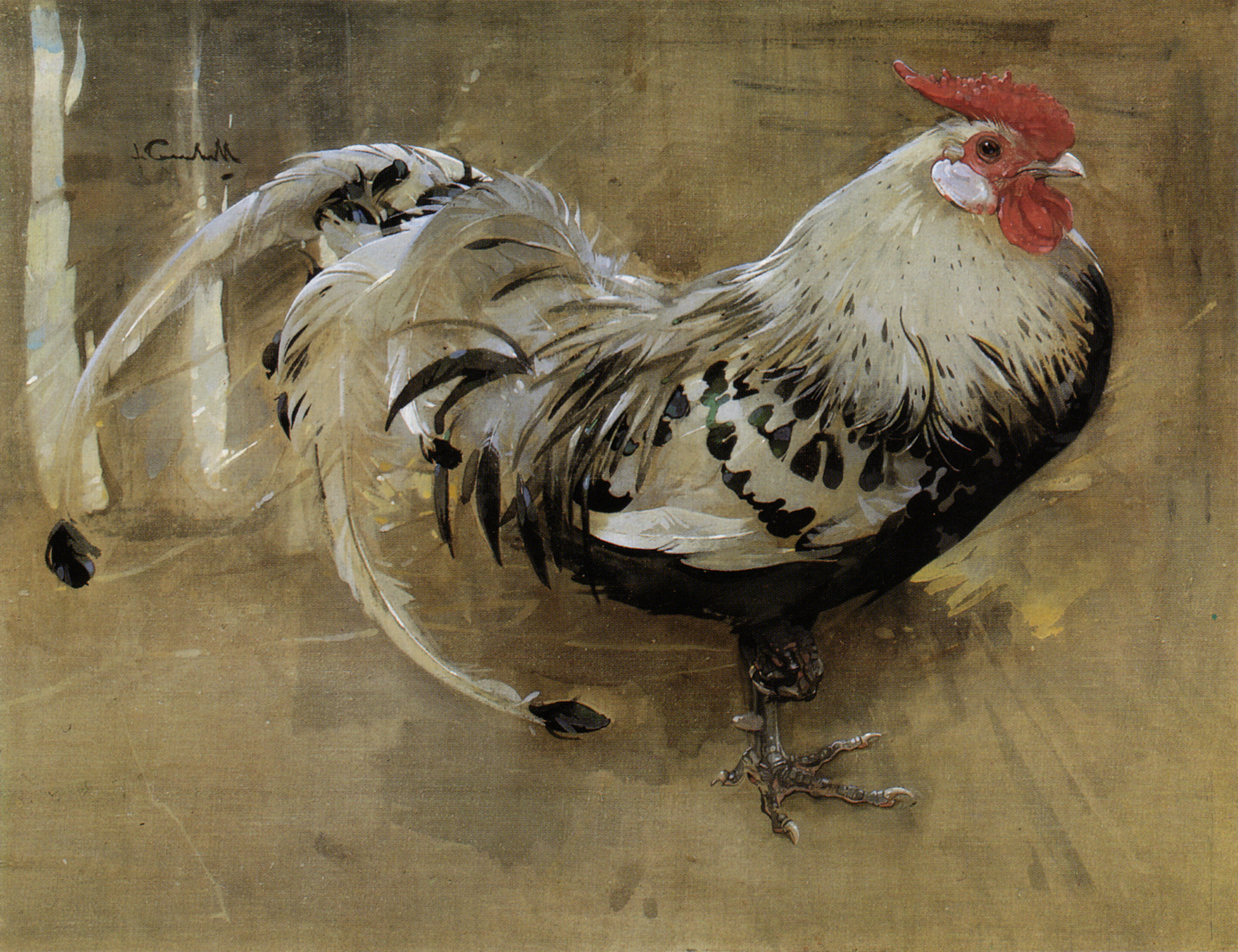
「ニワトリ」 (1903)
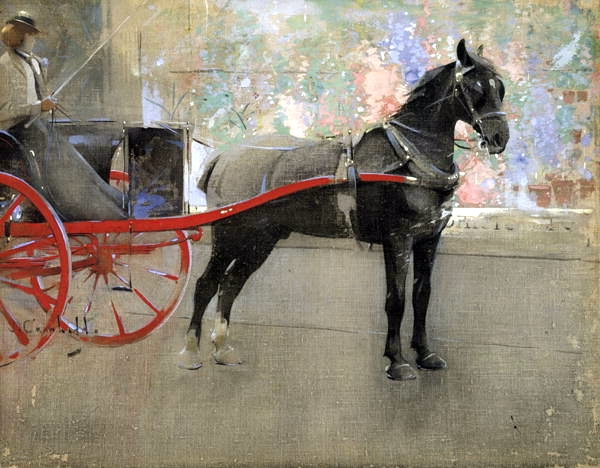
「花屋」
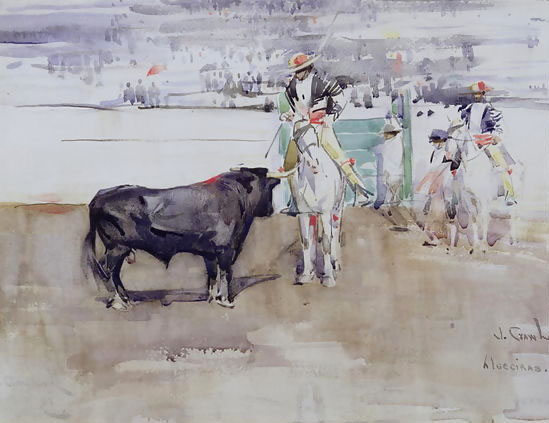
「アルヘシラスの闘牛場」 (1891)